# Miki Oca
Miguel Ángel Oca Gaia (né le 15 avril 1970 à Madrid), appelé Miki Oca, est un joueur et un entraîneur de water-polo espagnol.
Il est champion olympique en 1996 et vice-champion olympique en 1992.
Depuis 2010, il entraîne l'équipe espagnole de water-polo féminin.